# Klezmer
El klezmer (en jiddisch: קלעזמער) és un gènere de música asquenazita que té el seu origen en l'Europa Central i Europa de l'Est. Els elements essencials de la tradició inclouen melodies de ball, melodies rituals i improvisacions virtuosístiques interpretades per a ser escoltades; sobretot en casaments i altres celebracions socials. El gènere musical incorpora elements de molts altres gèneres musicals, inclosa la música otomana (especialment grega i romanesa), la música barroca, les danses populars alemanyes i eslaves i la música jueva religiosa. Quan la música va arribar als Estats Units, va perdre alguns dels seus elements rituals tradicionals i va adoptar elements de la big band americana i la música popular. Entre els klezmers d'origen europeu que van popularitzar el gènere als Estats Units als anys 1910 i 1920, hi havia Dave Tarras i Naftule Brandwein, als quals van seguir músics d'origen nord-americà com Max Epstein, Sid Beckerman i Ray Musiker.
Després de la destrucció de la vida jueva a l’Europa de l’Est durant l'Holocaust, i una caiguda generalitzada de la popularitat de la música klezmer als Estats Units, la música es va començar a popularitzar de nou a finals de la dècada del 1970 en l’anomenat Klezmer Revival. Durant els anys vuitanta i posteriors, els músics van experimentar amb formes tradicionals i experimentals del gènere, llançant àlbums de fusió que combinaven el gènere amb el jazz, el punk i altres estils.

## Etimologia

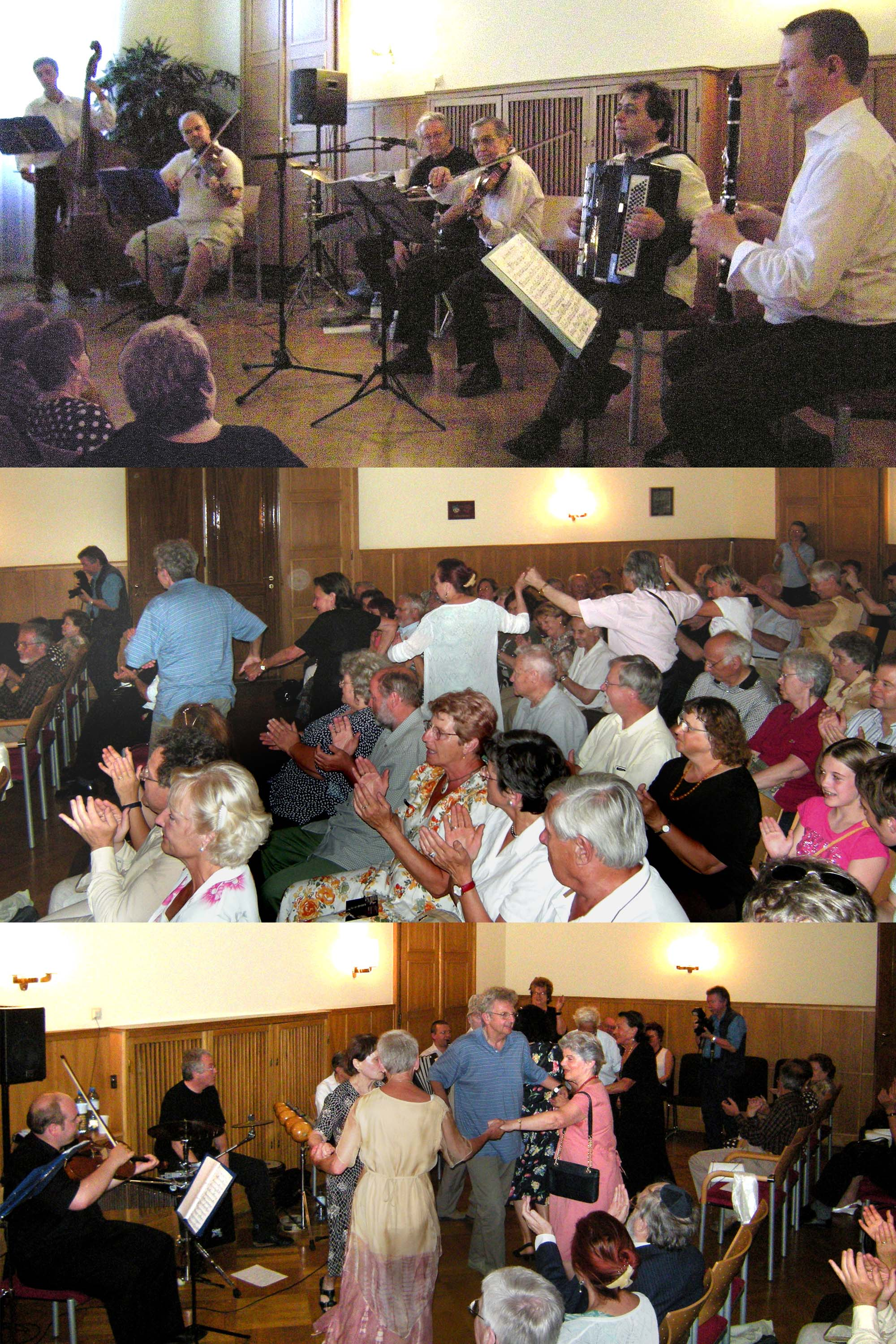
Ensemble Klesmer Wien, 2009.

El terme klezmer prové d'una combinació de paraules hebrees: klei, que significa "eines, estris o instruments de" i zemer, "melodia"; que porta a k'lei zemerכְּלֵי זֶמֶר literalment " instruments musicals ".
Originalment, el klezmer feia referència als instruments musicals i, posteriorment, es va ampliar per referir-se, com a pejoratiu, als propis músics. Des del segle XVI fins al XVIII, va substituir els termes més antics com ara leyts (pallasso). No va ser fins a finals del segle XX que la paraula va arribar a identificar un gènere musical. Els enregistraments i escrits de principis del segle XX solen referir-se a l'estil com a música "yiddish", tot i que a vegades també s'anomena música freilech (yiddish, literalment "música feliç"). Els primers enregistraments que van utilitzar el terme "klezmer" per fer referència a la música van ser The Klezmorim's East Side Wedding and Streets of Gold el 1977/78, seguits per Andy Statman i Jewish Klezmer Music de Zev Feldman el 1979.

## Estil
El klezmer és fàcilment identificable per les seves melodies expressives característiques, que recorden la veu humana, amb riure i plorar. Això no és casualitat; l'estil està destinat a imitar el hazan i el cant paralitúrgic. Per produir aquest estil s'utilitzen diversos dreydlekh (una paraula yiddish per a ornaments musicals), com ara krekhts ('sanglots').
Diversos estils musicals van influir en la música klezmer tradicional. Potser el més fort i durador és la música romanesa. Els músics klezmer van escoltar i adaptar la música tradicional romanesa, que es reflecteix en les formes de dansa que es troben al repertori de música klezmer que havia quedat (per exemple, Horas, Doinas, Sirbas i búlgars).
La Bíblia té diverses descripcions d'orquestres i levites fent música, però després de la destrucció del Segon Temple l'any 70, molts rabins van desanimar els instruments musicals. Per tant, si bé des d'aleshores hi ha hagut músics jueus en diferents èpoques i llocs, el Klezmer va sorgir molt més recentment. El registre escrit més antic de l'ús de la paraula va ser identificat per Isaac Rivkind|he|יצחק ריבקינד}} com a part d'una reunió del consell jueu de Cracòvia el 1595. Poden haver existit fins i tot abans a Praga, ja que s'han trobat referències a ells ja el 1511 i el 1533. Va ser al 1600 quan la situació dels músics jueus a Polònia va millorar, ja que van obtenir el dret a formar gremis (Khevre) i, per tant, a fixar els seus propis honoraris, contractar cristians, etc. Per tant, amb el temps, aquesta nova forma de músic professional va desenvolupar noves formes de música i va elaborar aquesta tradició en una àmplia àrea de la vida jueva d'Europa de l'Est. L'auge del judaisme hassídic a finals del segle xviii i en endavant també va contribuir al desenvolupament del klezmer, a causa del seu èmfasi en la dansa i les melodies sense paraules com a component de la pràctica jueva.

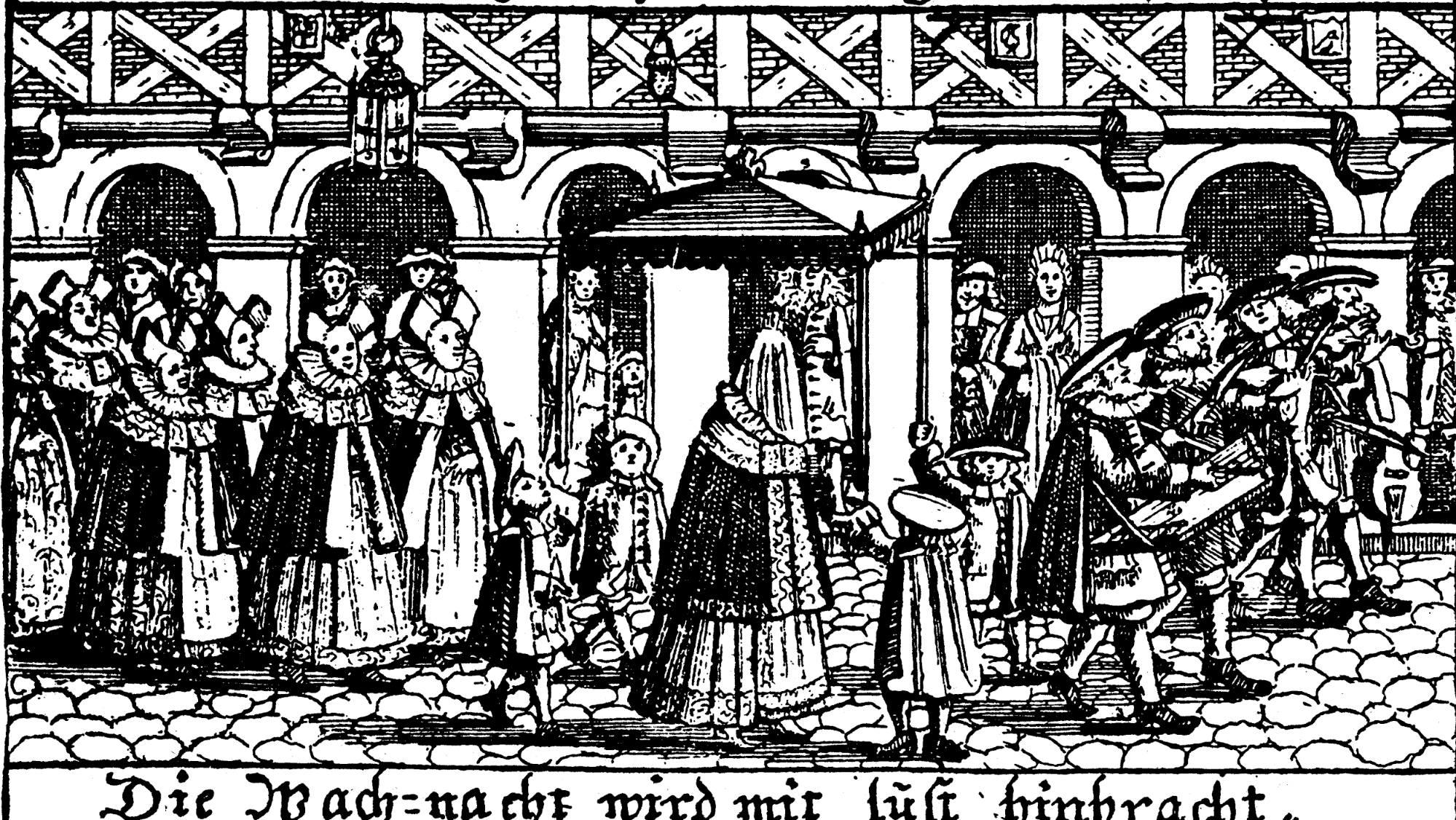
Processó de noces jueves medievals (data desconeguda)

## Història a Europa

### Klezmer a l'Europa de l'Est (1700-1930)

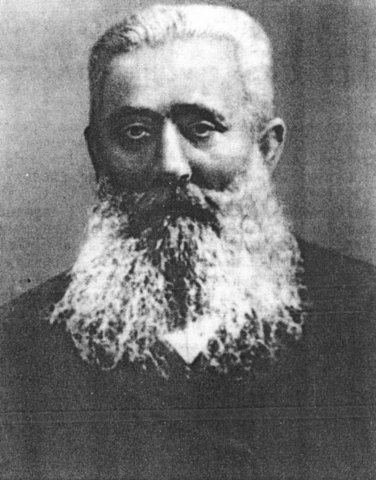
Retrat de Pedotser (AM Kholodenko), virtuós klezmer del segle XIX

El segle xix també va veure l'aparició d'una sèrie de virtuosos del violí klezmer que van combinar les tècniques de violinistes clàssics com Ivan Khandoshkin i de violinistes populars de Bessarabia, i que van compondre peces de dansa i exhibició que es van generalitzar fins i tot després que els compositors havien desaparegut. Entre aquestes figures hi havia Aron-Moyshe Kholodenko Pedotser, Yosef Drucker Stempenyu, Alter Goyzman Alter Chudnover i Josef Gusikov.
A diferència dels Estats Units, on hi havia una indústria discogràfica Klezmer robusta, a Europa es va registrar relativament menys a principis del segle xx. La majoria dels enregistraments europeus de música jueva consistien en música de teatre cantorial i yiddish, amb només unes poques dotzenes de música klezmer. Aquests inclouen peces per a violí d'artistes com Oscar Zehngut, H. Steiner, Leon Ahl i Josef Solinski; peces de flauta de S. Kosch, i enregistraments de conjunt per l'Orquestra Romanesa de Belf, l'Orquestra Rus-Jueva, l'Orquestra de Noces Jueves i l'Orquestra de Titunshnayder.

### Klezmer al final de l'Imperi rus i a l'era soviètica
L'afluixament de les restriccions als jueus a l'Imperi Rus, i el seu nou accés a la formació acadèmica i conservatòria, van crear una classe d'erudits que van començar a reexaminar i avaluar el klezmer utilitzant tècniques modernes. Abraham Zevi Idelsohn va ser una d'aquestes figures, que va intentar trobar un origen antic de l'Orient Mitjà per a la música jueva a la diàspora. També hi va haver un nou interès per col·leccionar i estudiar la música i el folklore jueus, incloses les cançons yiddish, els contes populars i la música instrumental. Una de les primeres expedicions va ser de Joel Engel, que va recollir melodies populars al seu lloc de naixement de Berdyansk el 1900. La primera figura que va recollir grans quantitats de música klezmer va ser Susman Kiselgof, que va fer diverses expedicions al Pale of Settlement de 1907 a 1915. Aviat va ser seguit per altres estudiosos com Moisei Beregovsky i Sofia Magid, estudiosos soviètics de la música yiddish i klezmer. La majoria dels materials recollits en aquelles expedicions es mantenen ara a la Biblioteca Nacional Vernadsky d'Ucraïna.

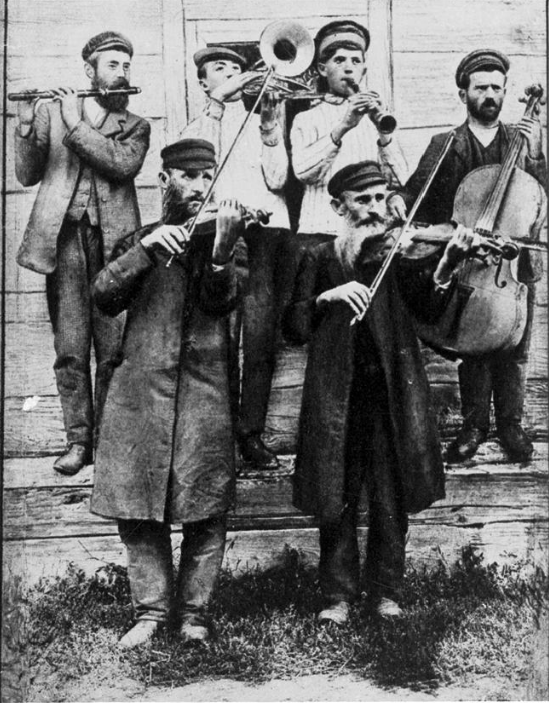
Músics Klezmer en un casament, Ucraïna, c. 1925

Beregovsky, escrivint a finals de la dècada del 1930, va lamentar el poc que els estudiosos sabien sobre l'abast de la tècnica de joc i el context social dels klezmers d'èpoques passades, tret de finals del segle xix, que es podia investigar a través de músics d'edat avançada que encara ho recordaven.
La música jueva a la Unió Soviètica, i l'ús continuat de la música klezmer, van passar per diverses fases de suport oficial o censura. La cultura musical jueva soviètica de la dècada del 1920 recolzada oficialment va implicar obres basades en melodies i temes tradicionals o en satirizar, mentre que les de la dècada del 1930 sovint eren obres culturals russes traduïdes a un context yiddish. Després de 1948, la cultura jueva soviètica va entrar en una fase de repressió, la qual cosa significa que els concerts de música jueva, ja fossin vinculats a l'hebreu, el yiddish o el klezmer instrumental, ja no es permetien representar-se. El treball acadèmic de Moisei Beregovsky va ser tancat el 1949 i va ser arrestat i deportat a Sibèria el 1951. La repressió es va alleujar a mitjans dels anys 50, ja que es va permetre que algunes actuacions jueves i yiddish tornessin als escenaris. Tanmateix, el lloc principal del klezmer sempre ha estat els esdeveniments i casaments tradicionals de la comunitat, no l'escenari de concerts o l'institut acadèmic; aquells locals tradicionals van ser reprimits juntament amb la cultura jueva en general, segons la política soviètica antireligiosa.

## Cultura popular

### En la música
Mentre que les actuacions tradicionals podrien haver estat en declivi, molts compositors jueus que van tenir èxit general, com Leonard Bernstein i Aaron Copland, van continuar sent influenciats pels modismes klezmèrics escoltats durant la seva joventut (com ho havia estat Gustav Mahler). George Gershwin estava familiaritzat amb la música klezmer, i el glissando de clarinet inicial de Rhapsody in Blue suggereix aquesta influència, encara que el compositor no va compondre klezmer directament. Alguns estils de clarinet dels líders de bandes de swing jazz Benny Goodman i Artie Shaw es poden interpretar com a derivats del klezmer, així com el freilach swing d'altres artistes jueus de l'època com el trompetista Ziggy Elman .
Al mateix temps, els compositors no jueus també van recórrer al klezmer per buscar una font prolífica de material temàtic fascinant. Dmitri Xostakovitx, en particular, admirava la música klezmer per abraçar tant l'èxtasi com la desesperació de la vida humana, i va citar diverses melodies a les seves obres mestres de cambra, el Quintet per a piano en sol menor, op. 57 (1940), el Trio amb piano núm. 2 en mi menor, op. 67 (1944), i el Quartet de corda núm. 8 en do menor, op. 110 (1960).
Les composicions del compositor nascut a Israel Ofer Ben-Amots incorporen diversos aspectes de la música klezmer, sobretot en la seva composició Klezmer Concerto de 2006. La peça és per a clarinet klezmer (escrita per al clarinetista jueu David Krakauer), orquestra de corda, arpa i percussió.

### En les arts visuals

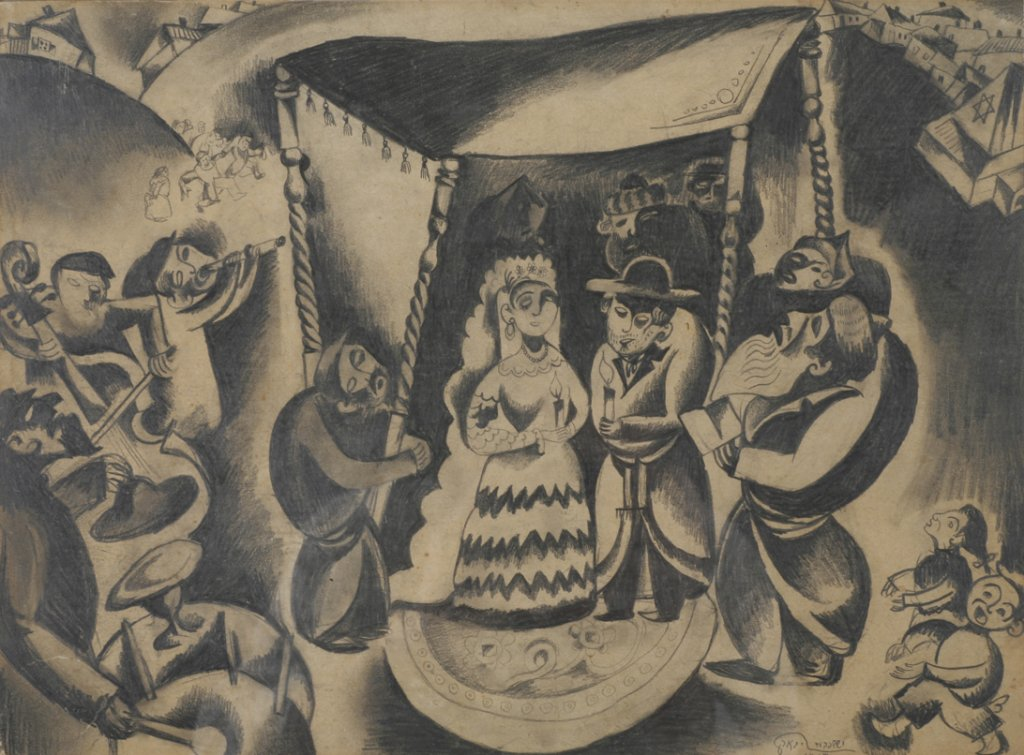
Issachar Ber Ryback - Cerimònia del casament

La figura del klezmer, com a símbol romàntic de la vida jueva del segle XIX, va aparèixer en les obres d'art d'un important nombre d'artistes jueus del segle XX com Anatoli Lvovich Kaplan, Issachar Ber Ryback, Marc Chagall i Chaim Goldberg . Kaplan, fent el seu art a la Unió Soviètica, va quedar força influenciat per les imatges romàntiques dels Klezmer a la literatura, i en particular a Stempenyu de Sholem Aleichem, i les va representar amb un ric detall.

### En el cinema
- Yidl Mitn Fidl (1936), dirigida per Joseph Green
- Fiddler on the Roof (1971), dirigida per Norman Jewison
- Les Aventures de Rabbi Jacob (1973), dirigida per Gérard Oury
- Jewish Soul Music: The Art of Giora Feidman (1980), dirigida per Uri Barbash
- A Jumpin' Night in the Garden of Eden (1988), dirigida per Michal Goldman
- Fiddlers on the Hoof (1989), dirigida per Simon Broughton
- The Last Klezmer: Leopold Kozlowski: His Life and Music (1994), dirigida per Yale Strom
- Beyond Silence (1996), sobre un clarinetista klezmer, dirigida per Charlotte Link
- A Tickle in the Heart (1996), dirigida per Stefan Schwietert[41]
- Itzhak Perlman: In the Fiddler's House (1996), emès el 29 de juny de 1996 a Great Performances (sèrie de televisió PBS/WNET)
- L'homme est une femme comme les autres (1998, dirigida per Jean-Jacques Zilbermann amb banda sonora de Giora Feidman)
- Dummy (2002), dirigida per Greg Pritikin
- Klezmer on Fish Street (2003), dirigida per Yale Strom
- Le Tango des Rashevski (2003) dirigida per Sam Garbarski
- Klezmer in Germany (2007), dirigida per Kryzstof Zanussi i C. Goldie
- A Great Day on Eldridge Street (2008), dirigida per Yale Strom
- The "Socalled" Movie (2010), dirigida per Garry Beitel

### En la literatura
Dins la literatura jueva, els klezmers es representaven sovint com una figura romàntica i una mica desagradable. No obstant això, a les obres del segle XIX d'escriptors com Mendele Mocher Sforim i Sholem Aleichem també van ser retratats com a grans artistes i virtuosos que van delectar les masses. Els Klezmers també van aparèixer en la literatura no jueva d'Europa de l'Est, com en el poema èpic Pan Tadeusz, que representava un personatge anomenat Jankiel Cymbalist, o en les històries curtes de Leopold von Sacher-Masoch. A Daniel Deronda de George Eliot (1876), el professor de música jueu alemany es diu Herr Julius Klesmer. Més tard, la novel·la va ser adaptada a un musical yiddish per part d'Avram Goldfaden que va ser titulat Ben Ami (1908).